# Polizia di Stato
La Polizia di Stato (Policía del Estado) es un cuerpo nacional de policía de la República Italiana. Es un cuerpo civil policial y de seguridad dependiente del Ministerio del Interior. Es el homólogo italiano de otros cuerpos policiales de carácter estatal, como el Cuerpo Nacional de Policía en España.
El jefe de la policía es también el director general del Departamento de Seguridad Pública del Ministerio del Interior italiano.

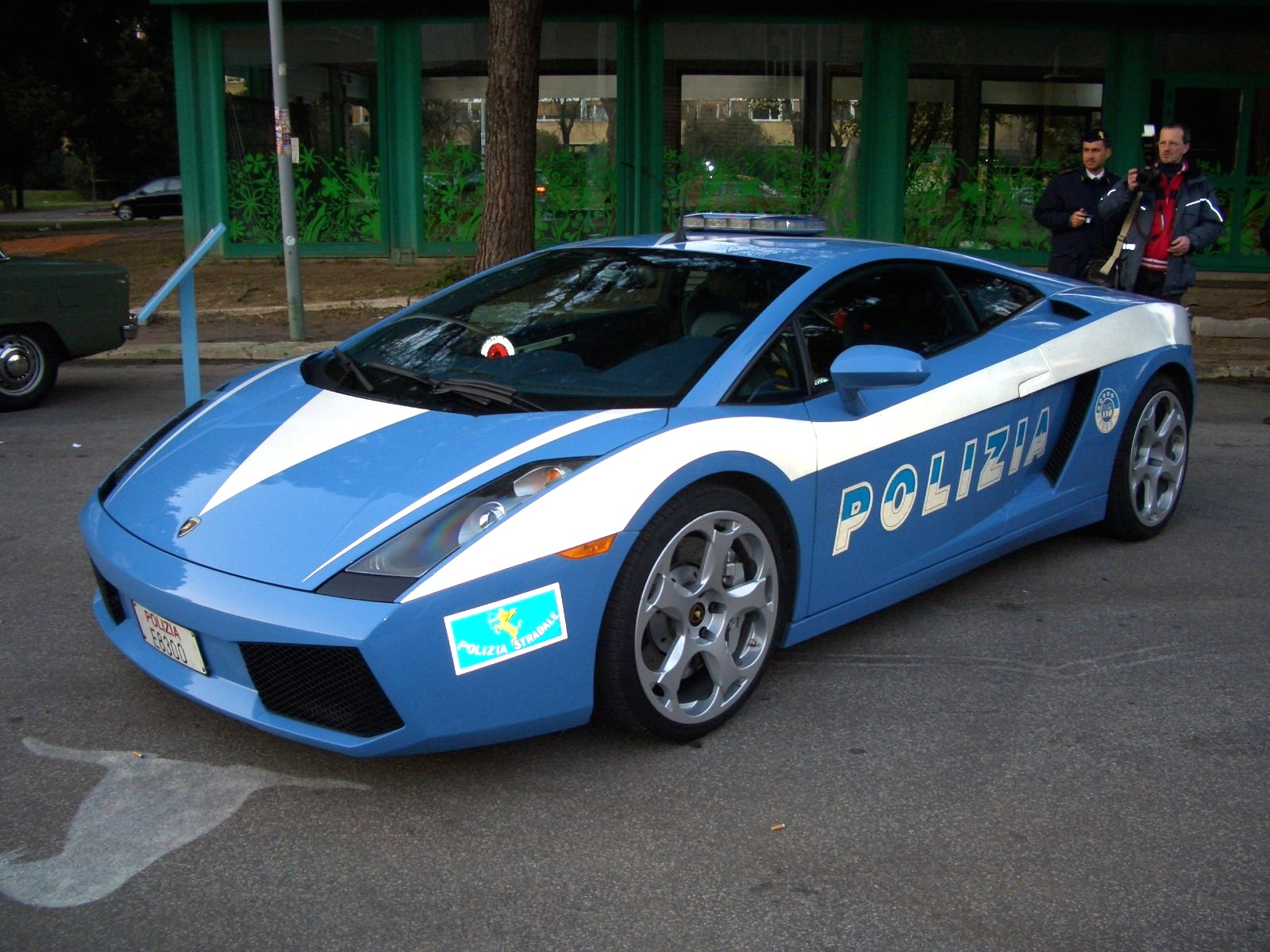
En 2004, el Lamborghini Gallardo obtuvo el título de vehículo policial más rápido del mundo en uso real. Este modelo presta servicio en la Polizia di Stato y puede costar 165.000 euros. (La Polizia di Stato también tiene Lamborghini Huracán)

## Historia
Nacido en 1852 como Corpo delle Guardie di Pubblica Sicurezza (Cuerpo de las Guardias de Pública Seguridad), el cuerpo está desmilitarizado desde 1981 y renombrado como Polizia di Stato.

## Investigaciones
- Dirección Central de Policía Criminal
- Dirección Central Anticrimen
- Dirección Central de la Policía de Prevención
  - Nucleo Operativo Centrale Di Sicurezza
- Dirección Central de Servicios Antidroga
- Dirección Central para la Policía de Tráfico, Ferroviaria, de Comunicaciones y Especialidades
- Dirección Central de Inmigración y Fronteras
- Dirección Investigativa Antimafia
- Oficina Central Interfuerzas para la Seguridad Personal

## Organización periférica
En cada una de las 105 capitales de provincia italianas está situada una Jefatura provincial de policía, dirigida por un Cuestor. En cada jefatura hay una sala de control por los casos de emergencias. Desde el cuestor dependen también los Comisarías de seguridad pública, que están ubicados en las ciudades y en los centros más densamente poblados de provincia.

## Galería

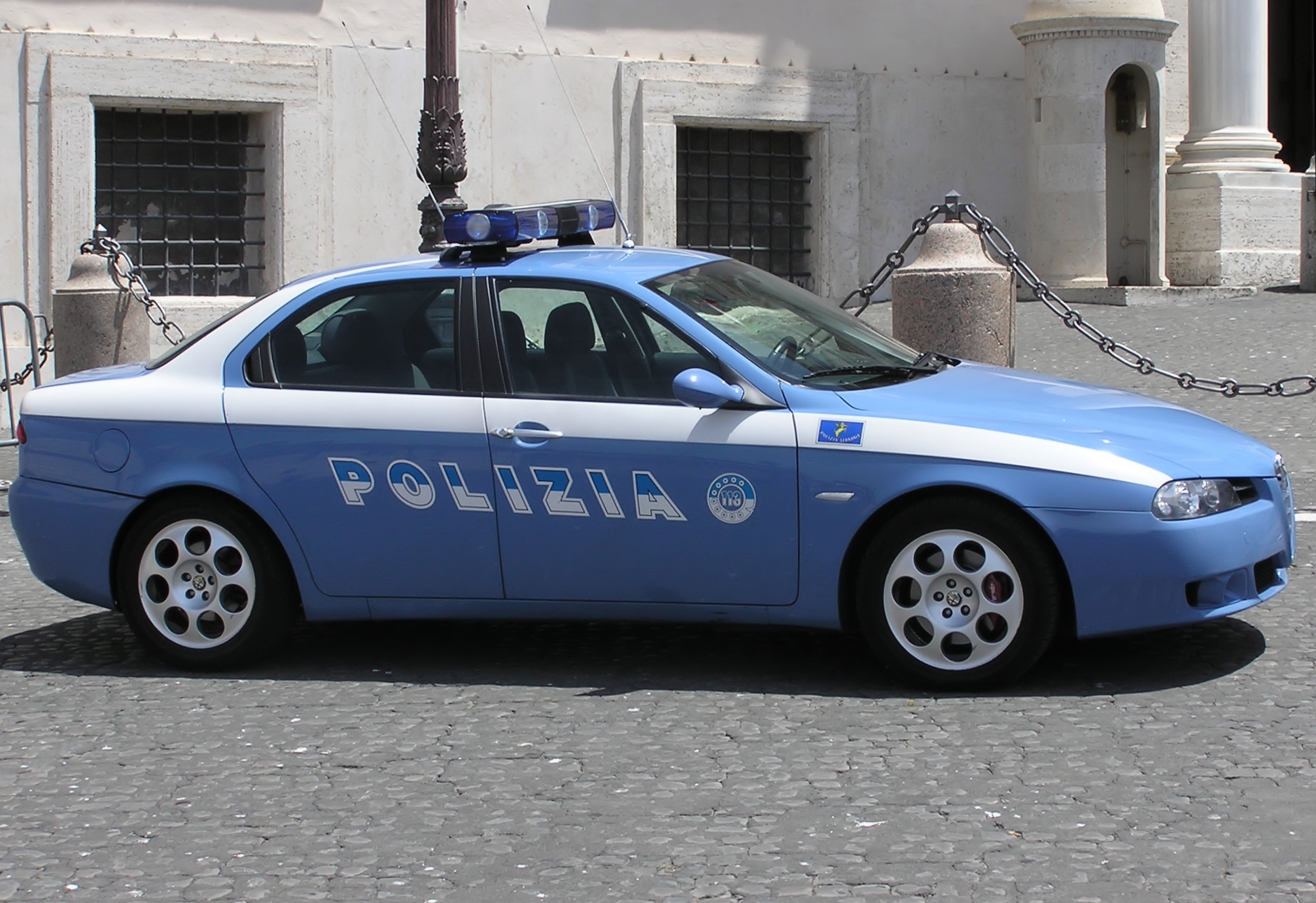
Alfa Romeo 156 de la Polizia di Stato en Roma.
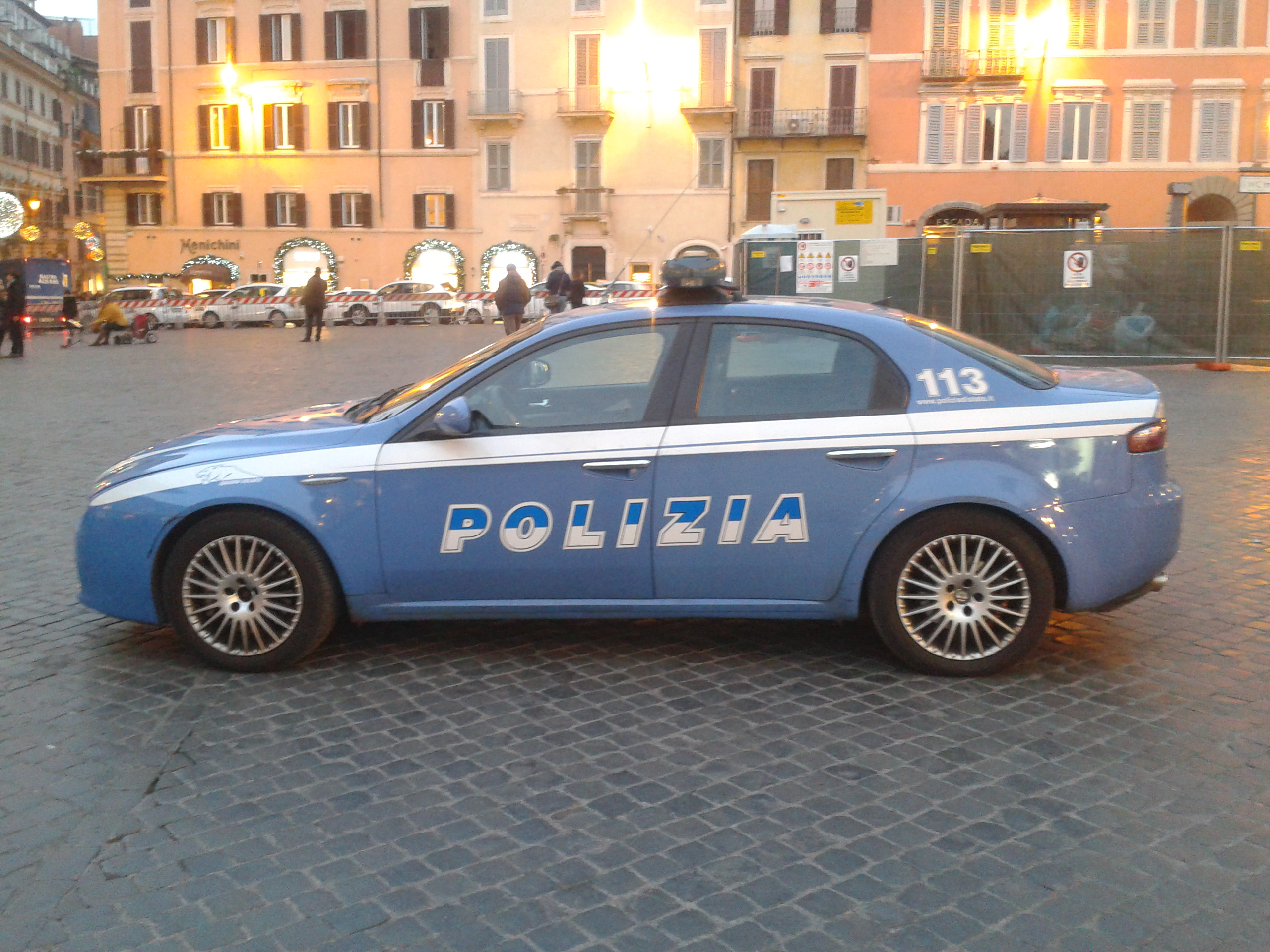
Alfa Romeo de la Polizia di Stato.
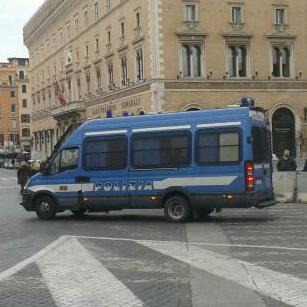
Furgoneta de la Polizia di Stato.
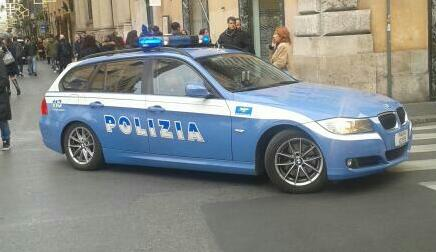
Vehículo de la Polizia di Stato patrullando.
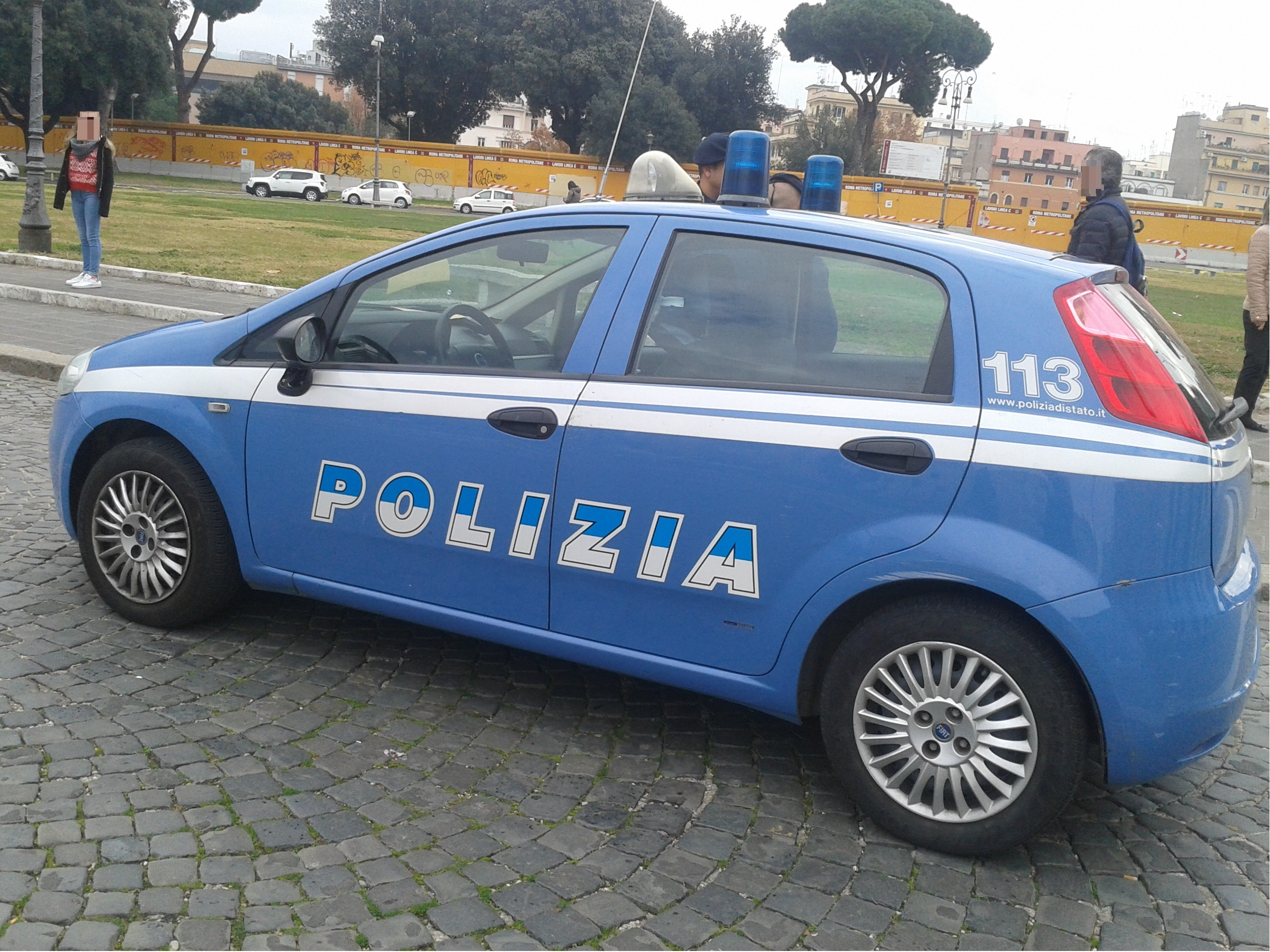
Vehículo de la Polizia di Stato.

## Escalas y rangos
| Rango                            | Insignia | Notas                                                                                   |
| -------------------------------- | -------- | --------------------------------------------------------------------------------------- |
| Assistente capo (Asistente jefe) |          | Para llegar a ser Assistente capo debes haber sido al menos 5 años Assistente.          |
| Assistente (Asistente)           |          | Para ser Assistente debes haber ejercido al menos 5 años de Agente scelto.              |
| Agente scelto (Oficial)          |          | Para llegar a ser Agente scelto debes permanecer 5 años de Agente.                      |
| Agente (Agente)                  |          | Debes ser entre 1 y 4 años voluntario en las Fuerzas Armadas Italianas para ser Agente. |